# A. Falk-Jensen
Arild Falk-Jensen (født 26. oktober 1886 på Frederiksberg, død 28. maj 1964 samme sted) var en dansk jurist og personalhistoriker.
Falk-Jensen blev student fra Metropolitanskolen i 1905 og cand.jur. i 1911. Han var ansat som jurist i Finansministeriet fra 1911 til 1951, heraf som kontorchef i 3. hovedrevisorat fra 1937.
Han er især kendt som personalhistoriker. Han redigerede 18. til 22. udgave af Juridisk og statsvidenskabelig Stat og deltog i forberedelsen af 23. udgave som udkom efter hans død i 1965. Staterne indeholder biografier for alle danske jurister som var levende på udgivelsestidspunktet. Han skrev også biografier til 2. udgave af Dansk Biografisk Leksikon og lavede fortegnelser over politi-, amts- og dommerfuldmægtige. Hans største værk er Candidati og examitati juris 1736-1936, Candidati politices 1852-1936, Candidati Actuarii 1922-36 som udkom i fire bind plus registerbind fra 1954 til 1959. Falk-Jensen tog initiativ til værket og skrev det sammen med H. Hjorth-Nielsen. Han redigerede Hof- og statskalenderen 1950-62.

## Familie
Falk-Jensen var søn af højesteretssagfører og landstingsmand P.G.C. Jensen (1840-1911) og Anna Cathrine Eggertsen (1858-1916). Hans ældre bror var politikeren Povl Falk-Jensen. Falk-Jensen blev gift i 1917 med Julie Marie Hagerup (1896-1923) og med hendes søster Karen Anna Hagerup (født 1902) i 1924.

## Udmærkelser
Han blev udnævnt til ridder af Dannebrog i 1939, dannebrogsmand i 1948 og kommandør af Dannebrog i 1959.